# Буйнакский округ
Буйнакский округ — административно-территориальная единица Дагестанской АССР, существовавшая в 1926—1928 и в 1952—1953 годах. Административный центр — город Буйнакск.
Постановлением Президиума ЦИК ДАССР от 12 декабря 1926 г. Буйнакский район переименован в округ. По проекту районирования Дагестана, утвержденному 4 сессией ЦИК ДАССР VI созыва 22 ноября 1928 г. на территории Буйнакского округа был образован кантон, переименованный постановлением ВКИЦ от 3 июня 1929 г. в район.
Вновь образован 25 июня 1952 года, когда вся территория Дагестанской АССР была разделена на 4 округа. Граничил с Дербентским, Избербашским и Махачкалинским округами Дагестанской АССР, а также с Грозненской областью, Азербайджанской и Грузинской ССР.
Делился на 12 районов и 1 город окружного подчинения:
- Ахвахский— с. Карата
- Ботлихский — с. Ботлих
- Буйнакский — г. Буйнакск
- Гергебильский — п. Гергебиль
- Гумбетовский — с. Мехельта
- Гунибский — с. Гуниб
- Кахибский— с. Кахиб
- Тляратинский — с. Тлярата
- Унцукульский — с. Унцукуль
- Хунзахский — с. Хунзах
- Цумадинский — с. Агвали
- Чародинский — с. Цуриб
- город Буйнакск

24 апреля 1953 года все округа Дагестанской АССР были упразднены.